# 늡서리오름
늡서리오름은 제주도 제주시 조천읍 교래리에 위치한 기생화산이다.

## 이름의 유래
늡서리오름이라는 이름의 유래는 알 수 없다. 다만 한자명이 만상봉인 것을 감안할 때, 늡서리를 늦서리로 잘못 인식하여 한자명을 표기한 것으로 추측되고 있다.

## 생태
화구 내부에는 잡초가 다수 분포하며, 화구 외부의 경사진 곳에는 숲이 형성되어 있다. 자주괴불주머니가 자생하는 것으로 확인되었다.